# Ewa Jagielska
Ewa Jagielska (ur. 25 października 1982) – polska lekkoatletka specjalizująca się w biegach długodystansowych.

## Kariera
Pierwszy seniorski medal (brązowy) zdobyła na Mistrzostwach Polski w 2016 w biegu na 5 kilometrów rozegranym w Kleszczowie. Rok później stawała trzykrotnie na podium Mistrzostw Polski (2017), zdobywając srebro w biegu na 10 kilometrów rozegranym w Łodzi oraz złoto w biegu na 5 kilometrów rozegranym w Kleszczowie i w półmaratonie rozegranym w Pile. W następnym roku wywalczyła kolejne dwa tytuły Mistrzostw Polski (2018) – wicemistrzostwo na dystansie 5 kilometrów, rozegranym w Warszawie i brąz na dystansie 10 kilometrów rozegranym tamże.